# Едгар Кастільйо
Едгар Кастільйо (ісп. Édgar Castillo; нар. 8 жовтня 1986, Лас-Крусес, Нью-Мексико) — мексиканський і американський футболіст, захисник клубу «Тіхуана». Відомий тим, що на рівні національних збірних грав за дві країни — Мексику та США.
Дворазовий чемпіон Мексики. У складі збірної США — володар Золотого кубка КОНКАКАФ.

## Клубна кар'єра
Народжений у Нью-Мексики гравець починав займатися футболом у команді одного з місцевих коледжів.
У дорослому футболі дебютував 2006 року виступами за команду мексиканського клубу «Сантос Лагуна», в якій провів два сезони, взявши участь у 72 матчах чемпіонату. Більшість часу, проведеного у складі «Сантос Лагуни», був основним гравцем захисту команди.
2009 року перейшов до клубу «Америка», протягом наступних трьох років встиг пограти на умовах оренди за «УАНЛ Тигрес», «Сан-Луїс», «Пуеблу» та «Тіхуану». 7 червня 2012 року останній клуб уклав з Кастільйо повноцінний контракт.

## Виступи за збірні
2008 року, виступаючи у Мексиці, залучався до складу збірної Мексики U-23. На молодіжному рівні зіграв у 3 офіційних матчах, забив 1 гол.
2007 року дебютував в офіційних матчах у складі національної збірної Мексики. Провів у формі головної команди цієї країни 4 матчі. Оскільки усі ці ігри були товариськими, у вересні 2009 року ФІФА надала дозвіл Едгару у наступному грати за національну збірну США, країни його народження.
У складі збірної США був учасником розіграшу Золотого кубка КОНКАКАФ 2013 року, здобувши того року титул континентального чемпіона.

## Титули і досягнення
- Чемпіон Мексики (2):

«Сантос Лагуна»: Клаусура 2008
«Тіхуана»: Апертура 2012
- Володар Золотого кубка КОНКАКАФ (1):

2013